# Iwan Bagłajew
Iwan Wasiljewicz Bagłajew (ros. Иван Васильевич Баглаев; ur. 15 listopada 1975) – kazachski judoka. Olimpijczyk z Sydney 2000, gdzie zajął dziewiąte miejsce w wadze półlekkiej.
Uczestnik mistrzostw świata w 1999. Startował w Pucharze Świata w latach 1996-2000. Wicemistrz igrzysk azjatyckich w 1998. Siódmy na mistrzostwach Azji w 2000. Srebrny medalista igrzysk Azji Wschodniej w 2001 roku.

## Letnie Igrzyska Olimpijskie 2000
| Konkurencja | Eliminacje                   | Eliminacje            | Eliminacje                 | Repasaże                  | Klas. końcowa |
| Konkurencja | Przeciwnik I                 | Przeciwnik II         | 1/4                        | Przeciwnik I              | Miejsce       |
| ----------- | ---------------------------- | --------------------- | -------------------------- | ------------------------- | ------------- |
| 66 kg       | Jean-Claude Cameroun (CMR) Z | Isłam Macyjew (RUS) Z | Patrick van Kalken (NED) P | Yukimasa Nakamura (JPN) P | 9.            |